# Polnische Brüder

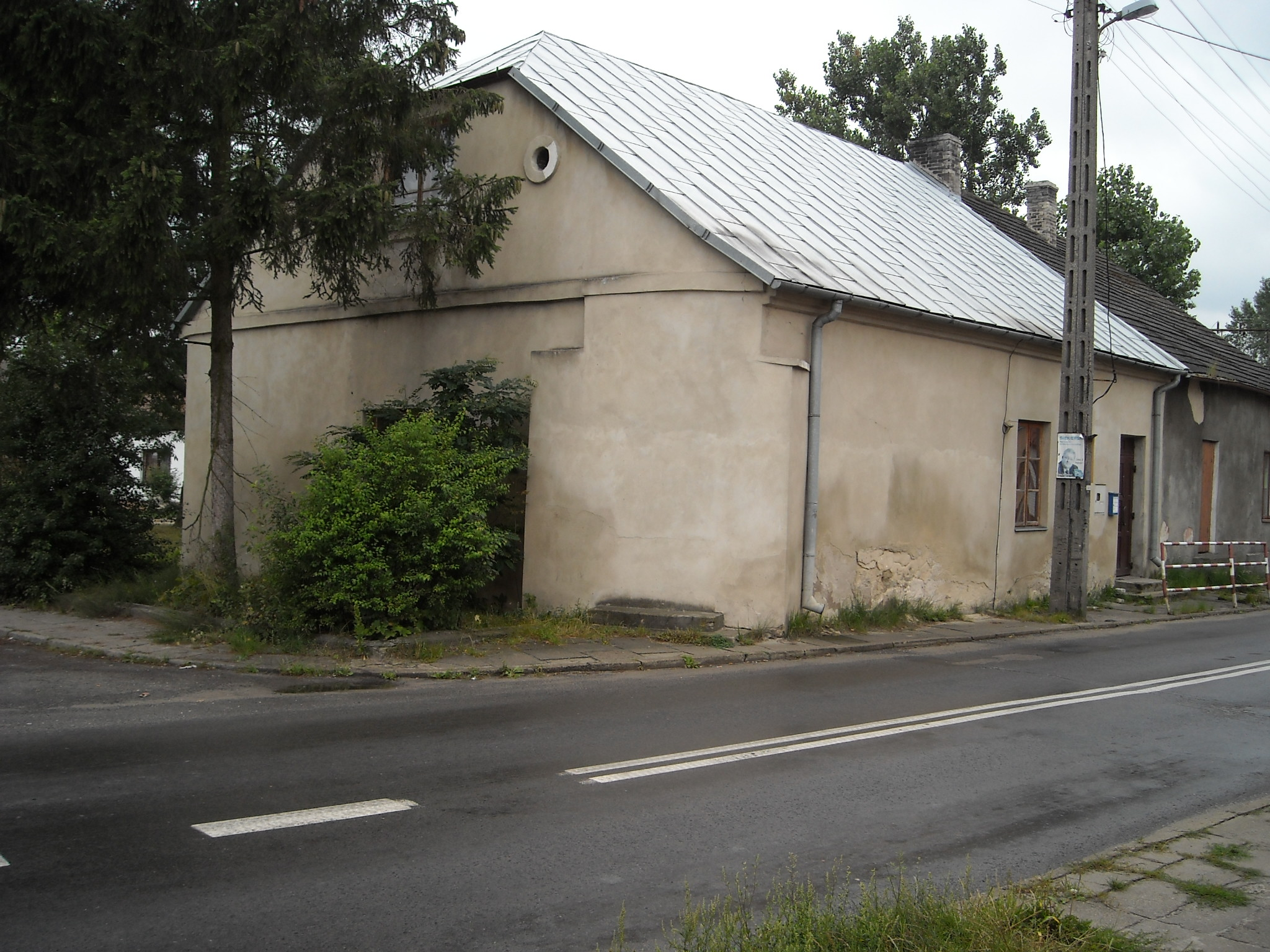
Haus der Polnischen Brüder in Raków

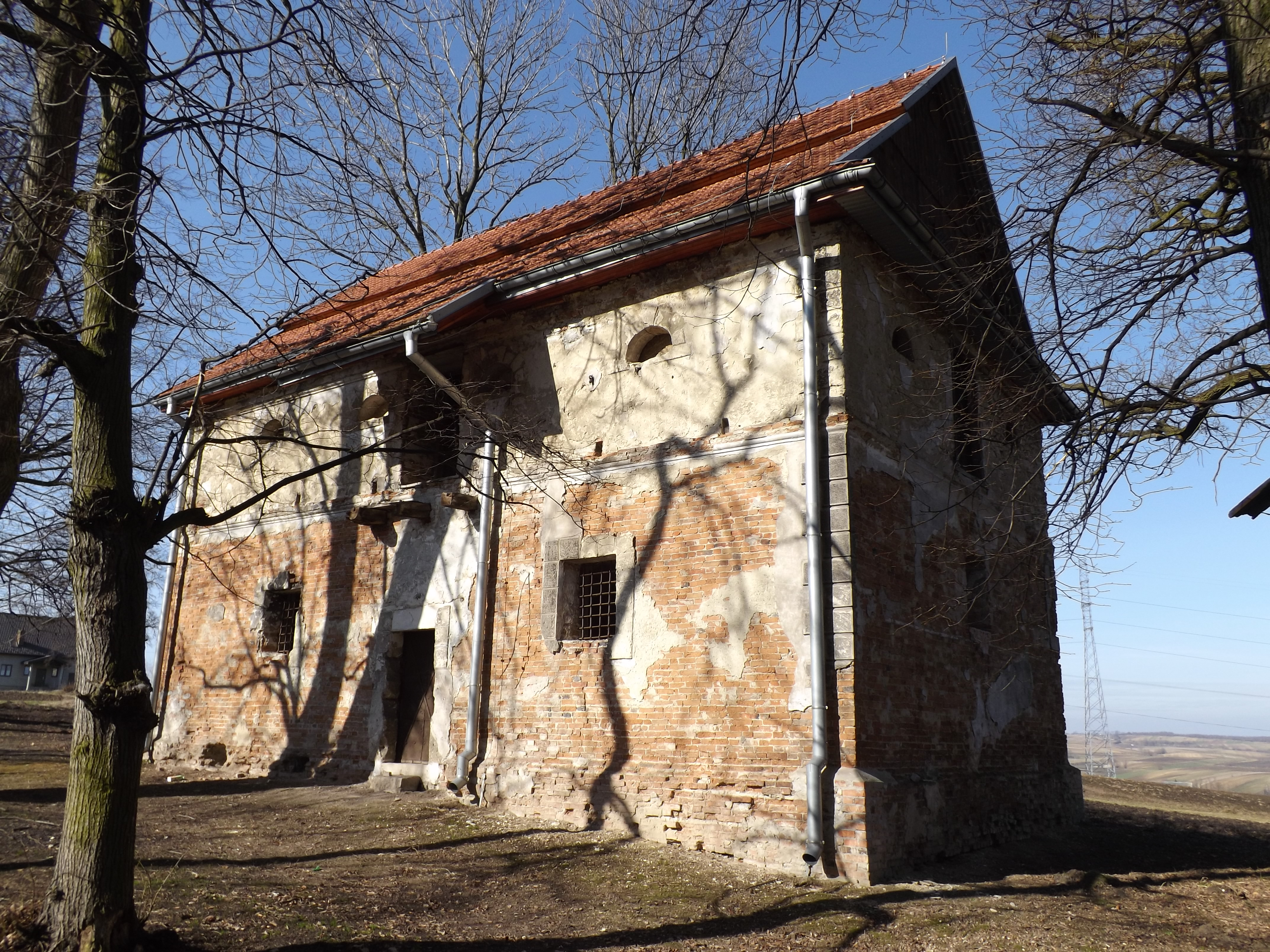
Frühere unitarische Kirche in Cieszkowy

Die Polnischen Brüder (polnisch Bracia Polscy) waren eine unitarische Kirche der Radikalen Reformation zwischen 1565 und 1658 im Königreich Polen und Großfürstentum Litauen. Sie waren stark vom Sozinianismus und zum Teil von der Täuferbewegung geprägt und lehnten die Vorstellung der Dreieinigkeit Gottes ab. Als antitrinitarische Kirche wurden sie in der Literatur zum Teil auch unzutreffend als Arianer bezeichnet. Die zur gleichen Zeit in Litauen bestehende Schwesterkirche wurde als Litauische Brüder bezeichnet.

## Geschichte
Eine große Rolle bei der Entstehung der Polnischen Brüder spielte der polnisch-litauische Theologe Petrus Gonesius. Gonesius war bei seinem Studium in Padua in Italien mit der antitrinitarischen Theologie Michael Servetus und Matteo Gribaldis in Berührung gekommen. Später traf er in Mähren auf die aus der Täuferbewegung stammenden Hutterer, die ihn ebenfalls nachhaltig beeinflussten. Im Januar 1556 warb Gonesius auf einer im kleinpolnischen Secymin stattfindenden Kirchensynode für den Antitrinitarismus. Kleinpolen war damals bereits stark von der Reformation Zwinglis und Calvins beeinflusst, während das benachbarte Großpolen eher von lutherischen und böhmischen Positionen geprägt war. Obwohl sich Gonesius nicht durchsetzen konnte, konnte er in den folgenden Jahren eine Reihe von Unterstützern um sich sammeln. Auch Teile des Klerus und Adels stellten sich an seine Seite. Unterstützung fand Gonesius vor allem bei dem polnisch-litauischen Magnaten Jan Kiszka.
Auf einer weiteren Synode im Dezember 1558 in Brest sprach sich Gonesius neben antitrinitarischen auch für täuferische Positionen wie die Bekenntnistaufe und Gewaltfreiheit aus. Innerhalb der reformierten Gemeinden Polen-Litauens kam es Mitte der 1560er Jahre schließlich zur Spaltung in eine täuferisch-antitrinitarische Ecclesia reformata minor (≈ Kleine Reformierte Kirche) und eine an der Trinität und Kindertaufe festhaltende Ecclesia reformata maior (≈ Große Reformierte Kirche). Nachdem die Verbindungen mit den polnisch-litauischen Calvinisten abgebrochen waren, fand am 10. Juni 1565 erstmals eine selbstständige Synode der sich als Polnische und Litauische Brüder verfassten antitrinitarischen Kirche statt.
Die Gemeinden der Polnisch-Litauischen Brüder konzentrierten sich vor allem auf Kleinpolen, Wolhynien und Teile Litauens, wo jeweils auch reformierte Gemeinden vertreten waren. Kulturelle Zentren waren die Orte Pińczów und Raków, an dem sich zwischen 1602 und 1638 auch die einflussreiche Rakówer Akademie befand. Von den übrigen protestantischen Kirchen Polen-Litauens wurden die Polnischen Brüder zunächst nicht als gleichberechtigte Kirche anerkannt. So waren sie auch nicht auf der im Jahr 1570 von Lutheranern, Reformierten und Böhmischen Brüdern gemeinsam abgehaltenen Unionssynode zu Sandomir zugelassen und wurden entsprechend auch nicht in den inner-protestantischen Consensus von Sandomir eingebunden.
In den 1570er Jahren waren die Polnischen Brüder durch einen innerkirchlichen Disput zwischen den von Petrus Gonesius und Marcin Czechowic vertretenen pazifistisch-täuferischen Positionen und den von Szymon Budny vertretenen staatstreuen und nonadorantischen Anschauungen geprägt. Sah die eine Seite die Bekenntnistaufe (durch Eintauchen) als wesentlich für den Eintritt in die Gemeinde, sah sie die andere Seite als bloßen äußeren Ritus. Während Czechowic Jesu noch eine Vermittlerrolle beim Vater zudachte, lehnten die Nonadorantisten um Budny jede Anrufung Jesu ab. Auch hinsichtlich der Haltung zu anderen Religionen gab es unterschiedlichen Haltungen. Vertrat die Partei um Budny eine universalistische Toleranz zwischen allen Glaubensgemeinschaften, vertraten zum Beispiel Czechowicz und Pauli eine Superiorität des Christentums und besonders des Unitarismus und leiteten daraus auch die aktive Mission ab.
In Hinblick auf die Taufpraxis waren die Polnischen Brüder unter den reformatorischen Täufern die ersten, die die Immersionstaufe forderten und praktizierten (also die Taufe mittels Untertauchen statt Begießen oder Besprengung mit Wasser), wodurch sie sich von den übrigen Täufern im Westen unterschieden. Dazu beigetragen hat vermutlich der frühe Kontakt mit den Schriften Servets, der die Immersionstaufe als einziges Zeichen der Konversion zum christlichen Glauben ansah. Auch der Anspruch an die Bibelauslegung, Kenntnisse der griechischen Sprache sowie der kulturelle Hintergrund könnten hierzu eine Rolle gespielt haben, so ist Polen um 966 durch die Immersionstaufe Mieszkos in den christlichen Kulturkreis eingetreten. Die Vertreibung der Polnischen Brüder 1658 führte später zu einer Verbreitung der Taufpraxis in anderen täuferischen und taufgesinnten Gemeinschaften.
Ab Ende des 16. Jh. wurden die Polnischen Brüder vor allem durch die Schriften des italienischen Theologen Fausto Sozzini geprägt, der sich 1579 in Polen niederließ und auch in wesentlichen Punkten hinter dem von Valentin Schmalz, Johann Völkel und Hieronymus Moskorzowski vollendeten und 1605 erschienenen Rakówer Katechismus stand. Kennzeichnend für den nach Sozzini benannten Sozinianismus waren neben der Ablehnung der Trinität und Präexistenz Christi vor allem die Ablehnung kirchlicher Dogmen und eine Hinwendung zu rationalistischer Bibelexegese.
Um 1610 gab es Bemühungen um eine stärkere Zusammenarbeit oder einen Zusammenschluss mit den täuferischen Gruppen der Schweizer Brüder und den mennonitischen Teildenominationen der Friesen und Waterländer, die jedoch letztlich erfolglos blieben. Bereits 1590 gab es entsprechende Briefwechsel mit den Schweizer Täufern, die von unitarischer Seite von Christoph Ostorodt geführt wurden. Auch in den Gründungsjahren gab es immer wieder Kontakte mit täuferischen Gruppen wie den Hutterern in Mähren oder den Mennoniten im Danziger Raum. Die Unitariergemeinde in Danzig zum Beispiel spaltete sich in den 1580er Jahren aus der dortigen mennonitischen Gemeinde. 1629 verfassten die inzwischen weitgehend sozinianisch geprägten polnischen Unitarier zudem einen Brief an die (noch zum großen Teil nonadorantistisch geprägten) ungarisch-siebenbürgischen Unitarier mit dem Vorschlag einer Kirchenunion auf sozinianischer Grundlage. Zudem wurde Siebenbürgern angeboten, in Rakau statt im italienischen Padua zu studieren.
Bereits von der katholischen Gegenreformation unter Druck gesetzt, wurde die Kirche der Polnischen Brüder schließlich am 20. Juli 1658 vom polnischen Parlament verboten. Der Vorwand für eine Vertreibung war allgemeine Unterstützung, die Polnischen Brüder gaben während der Schwedische Sintflut der Lutheraner Schweden. Die Schweden behandelten brutal der eroberten Gebieten, Polen-Litauen verlor ein Drittel der Bevölkerung, während die Polnischen Brüder dienten als Verwalter im Auftrag von der Schweden.
Die Rakówer Akademie war bereits 1638 geschlossen worden. Ein erstes Todesopfer hatte es mit der Hinrichtung Iwan Tyszkowics im Jahr 1611 gegeben. Auch die Neugründung der Akademie in Kieselin in Wolhynien, wo 1638, 1639 und 1640 noch unitarische Synoden stattfanden, fiel 1644 der Gegenreformation zum Opfer. Viele Polnische Brüder fanden in den folgenden Jahren Aufnahme bei den Unitariern in Siebenbürgen oder in den Niederlanden, wo 1668 auch die Bibliotheca Fratrum Polonorum veröffentlicht werden konnte. Zum Teil konnten auch noch einzelne Gemeinden in Preußen gegründet werden, wie die 1666 von Samuel Przypkowski gegründete und bis 1803 bestehende Gemeinde im ostpreußischen Andreaswalde. Seit den 1930er Jahren gibt es in Polen Bemühungen, die Polnischen Brüder wiederzubeleben. So gibt es heute wieder Gemeinden, die sich auf die früheren Polnischen Brüder berufen.
Theologisch standen die Polnischen Brüder für einen von Matteo Gribaldi und später vor allem von Fausto Sozzini geprägten Antitrinitarismus. Die Präexistenz Christi und der Glaube an die Hölle wurden abgelehnt. Hinzu kamen zum Teil auch pazifistisch-täuferische Positionen und die Ablehnung feudalistischer Gesellschaftsstrukturen. Das Abendmahl wurde als reines Gedächtnismahl gefeiert. Im Hinblick auf die Liturgie vertraten sie das Prinzip größtmöglicher Einfachheit. Da die Polnischen Brüder im Hinblick auf Toleranz, Staat, Kirche und Gesellschaft viele Positionen der späteren Aufklärung vorwegnahmen, kommt ihnen in der europäischen Theologiegeschichte noch heute ein besonderer Platz zu.